# Популярна и влюблена
«Популярна и влюблена» (англ. Famous In Love) — американская телевизионная молодёжная драма, основанная на одноимённом романе писательницы Ребекки Серл. Премьера телесериала состоялась 18 апреля 2017 года. Сериал рассказывает о самой обычной студентке Пейдж Тоунсен, которая за одну ночь становится известной, получив роль в голливудском блокбастере. 3 августа 2017 года телесериал был продлён на второй сезон, премьера которого состоялась 4 апреля 2018 года. 29 июня 2018 года сериал был закрыт после двух сезонов.

## Сюжет
Жизнь главной героини сериала «Famous in Love» — Пейдж Тоунсен (Белла Торн), кардинально изменилась, когда она получила роль в крупном голливудском фильме. Проект возглавляет властная женщина-продюсер Нина Девон, которая помимо этого является матерью исполнителя главной роли Рейнера, а также спит с его лучшим другом Джорданом. Съемки в фильме моментально сделали Пейдж знаменитой и востребованной. Вскоре девушка понимает, что вместе со славой в её жизни появилось много проблем. Совмещать карьеру в Голливуде с получением образования будет не просто. А тут в дело ещё и вмешивается любовь. На её пути появляются сразу двое парней, которые готовы бороться за её любовь.

## Главные герои
- Пейдж Тоунсен (Белла Торн) — студентка колледжа, получившая роль в голливудском блокбастере, которая моментально изменила её жизнь. Пейдж пытается совмещать учёбу и работу над фильмом. С самого начала не сложились отношения с Алексис, так как та метит на её место в фильме.
- Джейк Солт (Чарли Депью) — лучший друг Пейдж, мечтающий стать сценаристом. Джейк давно влюблён в Пейдж и ревнует её к Райнеру. Некоторое время встречался с Алексис, которая помогала ему продать сценарий.
- Кассандра Перкинс (Джорджи Флоренс) — лучшая подруга Пейдж и соседка по комнате.
- Райнер Девон (Картер Дженкинс) — сын продюсера фильма Нины Девон, который стал партнёром Пейдж по фильму и сразу же в неё влюбился. Встречался с Танги Тёрнер, но она изменила ему с его лучшим другом Джорданом, после чего Райнер и Джордан были в ссоре, но со временем помирились.
- Алексис Гленн (Ники Косс) — актриса, которая метит на место Пейдж в фильме. Встречалась с Джейком и помогала ему продать сценарий.
- Джордан Уайлдер (Кит Пауэрс) — актёр, который сыграл в фильме плохого парня. Лучший друг Райнера, некоторое время они были в ссоре, но помирились. Джордан спал с Ниной Девон, но понял, что влюблён в Тенги, и начал с ней встречаться.
- Тенги Тёрнер (Пепи Сонуга) — красивая поп-звезда, которая таинственно исчезает с глаз публики. Ранее у неё были романтические связи с Джорданом и Райнером.
- Нина Девон (Перри Ривз) — мать Райнера и продюсер фильма. Спала с Джорадном, лучшим другом своего сына Райнера. Не хотела, чтобы Райнер знал, кто его отец.
- Алан Миллс (Шон Кристиан) — глава студии и босс Нины Девон, который в прошлом с ней встречался. Узнает, что Райнер его сын.
- Барретт Хоппер (Нейтан Стюарт-Джарретт) — телеведущий.

## Производство
Пилотный эпизод был заказан каналом Freeform в ноябре 2015 года, съёмки которого проходили с 13 июля 2016 по 18 октября 2016 год. 18 ноября 2016 года Freeform объявили о том, что премьера состоится 18 апреля 2017 года. Телесериал был выпущен для просмотра онлайн 18 апреля 2017 года.

## Список эпизодов

### Сезон 1 (2017)
18 апреля 2017 года весь первый сезон был выпущен на цифровых платформах, таких как OnDemand, в приложении Freeform и веб-сайте, а также на сайте Hulu.
| № общий | № в сезоне | Название                                               | Режиссёр                         | Автор сценария                                                  | Дата премьеры  | Зрители в США (млн) |
| --- | ---------- | ------------------------------------------------------ | -------------------------------- | --------------------------------------------------------------- | -------------- | ------------------- |
| 1 | 1          | «Пилот» «Pilot»                                        | Мигель Артета и Тауния Маккирнан | Сюжет: Ребекка Серл Телесценарий: А. Марлин Кинг и Ребекка Серл | 18 апреля 2017 | 0,65                |
| Девушка по имени Пейдж получает шанс всей жизни: по совету друзей она отправляется на актерский кастинг для крупного голливудского проекта. Из тысячи претенденток на роль выбирают именно ее. Прослушивание с сердцеедом Райнером Девоном оборачивается для девушки еще и личными проблемами, ведь теперь она влюблена в сразу двух мужчин, а тут еще и внезапно свалившаяся слава.                |            |                                                        |                                  |                                                                 |                |                     |
| 2 | 2          | «Оборванная звезда» «A Star Is Torn»                   | Норман Бакли                     | А. Марлин Кинг и Кристофер Файф                                 | 25 апреля 2017 | 0,39                |
| Пейдж пытается сделать так, чтобы ее родители не узнали о ее новой работе. Между тем, сплетни все еще кружатся о борьбе Рейнера и Джордана за Тенги; и Нина намерена закрыть его, чтобы это не повредило фильму. |            |                                                        |                                  |                                                                 |                |                     |
| 3 | 3          | «Не так легко» «Not So Easy A»                         | Майкл Гой                        | Тоня Бхаттачария и Эли Лавентол                                 | 2 мая 2017     | 0,30                |
| Пейдж становится перегруженной своей школьной нагрузкой и изнурительным графиком съемок, что заставляет ее обратиться к Джейку и Кэсс за помощью. Между тем, Нина должна сократить бюджет фильма; Джейк встречается с агентом о своем сценарии. |            |                                                        |                                  |                                                                 |                |                     |
| 4 | 4          | «Прилюдное оскорбление» «Prelude to a Diss»            | Мэри Лу Белли                    | Ребекка Серл                                                    | 9 мая 2017     | 0,28                |
| Пейдж осознает реалии и давление, которые приходится на нее с участием в фильме за 200 миллионов долларов. Ее отношения с Рэйнером вызывают дальнейшие осложнения с Джейком, и она вынуждена принять трудное решение. Обучение Кэсси находится под угрозой из-за денег. Между тем, Тенги и ее мать спорят о будущем направлении ее карьеры, что угрожает статусу матери как ее менеджера.           |            |                                                        |                                  |                                                                 |                |                     |
| 5 | 5          | «Некоторые это не любят» «Some Like It Not»            | Таня Хэмилтон                    | Уильям Х. Браун                                                 | 16 мая 2017    | 0,21                |
| Тайна Кэсси раскрывается, и она скрывается. |            |                                                        |                                  |                                                                 |                |                     |
| 6 | 6          | «Нашел в переводе» «Found in Translation»              | Рон Лагомарсино                  | Кейтленд Браун                                                  | 23 мая 2017    | 0,26                |
| Нина и Райнер совершают поездку в Китай. Когда Алан и Райнер связываются своими взаимными вкусами, Нина чувствует себя не комфортно. Финансовые проблемы Кэсси продолжаются, поэтому она чувствует себя вынужденной брать больше смен. Тем временем, Джордан занимается вопросами, связанными с его матерью.                                                                                        |            |                                                        |                                  |                                                                 |                |                     |
| 7 | 7          | «Секреты и пироги» «Secrets & Pies»                    | Роджер Камбл                     | Мигель Иэн Райя                                                 | 30 мая 2017    | 0,29                |
| Кэсси ищет работу. Пейдж предлагает ей работу в качестве ее помощника. Когда Кэсси отказывается, проблемы в их дружбе становятся явными. Плюс ко всему, Джейк начинает узнавать реалии того, что значит продавать сценарий в Голливуде, а Алексис начинает пробовать свою роль продюсера. Между тем, проблемы Джордана продолжают расти...                                                          |            |                                                        |                                  |                                                                 |                |                     |
| 8 | 8          | «Сумасшедшая любовь по сценарию» «Crazy Scripted Love» | Джиари Маклеод                   | Тоня Бхаттачария и Эли Лавентол                                 | 6 июня 2017    | 0,33                |
| Ссора Пейдж и Кэсси влияет на производительность первой. Карьера Джейка принимает неожиданный поворот. Когда Алан и Райнер проводят некоторое время вместе, Нина становится обеспокоенной. Вдобавок к ее заботам, она сталкивается с возможным судебным процессом, и она соглашается помочь Джордану с проблемами его матери. Райнер удивляет Нину полезным решением, но ее счастье недолговечно... |            |                                                        |                                  |                                                                 |                |                     |
| 9 | 9          | «50 оттенков красного» «Fifty Shades of Red»           | Сузанна Фогель                   | Кристофер Файф                                                  | 13 июня 2017   | 0,36                |
| Пейдж занимается предстоящим переездом Джейка в Остин. Тем временем, Райнер начинает искать своего настоящего отца. Позже, Джордан старается наладить свои отношения с старым приятелем. |            |                                                        |                                  |                                                                 |                |                     |
| 10 | 10         | «Покидая Лос-Анджелес» «Leaving Los Angeles»           | Элизабет Аллен                   | Мелисса Картер                                                  | 13 июня 2017   | 0,87                |
| Пейдж ищет исчезнувшего Райнера. Алексис мстит Рейчел. Джейк ненадолго возвращается в Лос-Анджелес, а Пейдж пытается признаться в своих чувствах. Тем временем, Джордан пытается справиться с проблемой Барретта Хоппера. Позже Нина проводит свою пресс-конференцию. |            |                                                        |                                  |                                                                 |                |                     |

### Сезон 2 (2018)
| № общий | № в сезоне | Название                                | Режиссёр          | Автор сценария                  | Дата премьеры  | Зрители в США (млн) |
| --- | ---------- | --------------------------------------- | ----------------- | ------------------------------- | -------------- | ------------------- |
| 11 | 1          | «Игроки» «The Players»                  | Роджер Камбл      | А. Марлин Кинг                  | 4 апреля 2018  | 0,287               |
| Прошло два месяца. За это время произошло множество изменений с кастом «Запертый». Выясняется выбор Пейдж между Райнером и Джейком. |            |                                         |                   |                                 |                |                     |
| 12 | 2          | «За-за-запертый» «La La Locked»         | Роджер Камбл      | Мелисса Картер                  | 4 апреля 2018  | 0,193               |
| Судьба каста «Запертый» имеет последствия, хорошие и плохие, для всех участников...                                                 |            |                                         |                   |                                 |                |                     |
| 13 | 3          | «Totes on a Scandal»                    | Рон Лагомарсино   | Тоня Бхаттачария и Эли Лавентол | 11 апреля 2018 | 0,287               |
| 14 | 4          | «The Kids Aren't All Right»             | Джиари Маклеод    | Брайан М. Холдмен               | 18 апреля 2018 | 0,212               |
| 15 | 5          | «Reality Bites Back»                    | Пола Ханзикер     | Джон Уэбб                       | 25 апреля 2018 | 0,263               |
| 16 | 6          | «The Goodbye Boy»                       | Мелани Майрон     | Кейтленд Браун                  | 4 апреля 2018  | 0,251               |
| 17 | 7          | «Guess Who's (Not) Coming to Sundance?» | Тройэн Беллисарио | Брайан М. Холдмен               | 9 мая 2018     | 0,316               |
| 18 | 8          | «Look Who's Stalking»                   | Анна Мастро       | Тоня Бхаттачария и Эли Лавентол | 16 мая 2018    | 0,235               |
| 19 | 9          | «Full Mental Jacket»                    | Норман Бакли      | Кейтленд Браун                  | 23 мая 2018    | 0,300               |
| 20 | 10         | «The Good, the Bad and the Crazy»       | Норман Бакли      | Мелисса Картер                  | 30 мая 2018    | 0,222               |